# Folclorul românesc
Folclorul românesc reprezintă  totalitatea creațiilor artistice, literare, muzicale, plastice etc., a obiceiurilor și a tradițiilor populare românești .Sintagma se referă și la producțiile etniilor vorbitoare de limba română în toate dialectele ei (majoritar dacoromân, dar și aromân, meglenoromân și istroromân), semnalate în interiorul granițelor românești.

## Cercetarea folclorului românesc

### Etimologie
Termenul de „folclor”  la mijlocul secolului al XIX-lea,  în anul 1846, datorită arheologului englez William John Thoms (1803-1885), care a  propus noul cuvânt , prin  asocierea cuvintelor „folk”= curent popular și „lore”=   înțelepciune orientată către un  subiect aparținând surselor tradiționale.

### Culegători de folclor
Primul  culegător de basme, snoave, proverbe si zicători ale românilor a fost Petre Ispirescu (1830-1887) . 
Alte nume importante  Ion Pop Reteganu, Ovid Densușianu, Dimitrie Gusti, Constantin Brăiloiu, Sabin Drăgoi, Lucian Blaga , Vasile Voiculescu .
Bogdan Petriceicu Hașdeu (1838-1907), a stabilit  principiile clasificării specifice a transmisiei orale plecând de la caracteristicile modului de exprimare, identificând  genul poetic al creațiilor orale – aforistic, narativ – dar și încadrând lucrările culese unor perioade anume ale vieții omului: copilăriei, maturității sau bătrâneții.

### Caracteristicile folclorului
- Caracterul oral (transmiterea pe cale orală, de la om la om, dintr-un loc în altul, de la o generație la alta).
- Caracterul anonim. (chiar dacă  inițial este cunoscut numele celui care creează, comunitatea își însușește creația, o adaptează și o transformă, iar numele creatorului se pierde).
- Caracterul tradițional (marea capacitate de conservare a structurilor genuine arhetipale, sub influența factorilor externi).
- Caracterul colectiv (ceea ce a fost creat este preluat de colectivul din care face parte creatorul său).
- Caracterul sincretic (îmbinarea dintre text, muzică și joc).
- Caracterul evocativ. (asigură permanența tradiției), caracterul estetic (mijloc de afirmare culturală a comunităților etnice pe plan local, zonal, național și internațional).
- Caracterul utilitar (rolul de servire a unor interese comunitare ori personale).[6]

## Zone folclorice
Cu ajutorul folclorului se poate reconstitui viața poporului cu universul obiceiurilor, într-o anumită etapă a dezvoltării lui. 
Cele mai importante zone folclorice din România sunt  Crișana, Banat, Țara Moților, Țara Oașului, Dobrogea, Moldova, Bucovina, Oltenia, Argeș, ținutul Mehedinți și zona Harghita.